# Stoczek Łukowski (comune rurale)
Stoczek Łukowski è un comune rurale polacco del distretto di Łuków, nel voivodato di Lublino.
Ricopre una superficie di 173,46 km² e nel 2006 contava 8 566 abitanti.
Il capoluogo è Stoczek Łukowski, che non fa parte del territorio ma costituisce un comune a sé.